# Rajon Kremenez
Der Rajon Kremenez (ukrainisch Кременецький район / Kremenezkyj rajon) ist ein ukrainischer Rajon in der Oblast Ternopil.

Flagge des Rajons

## Geographie
Der Rajon liegt im Norden der Oblast Ternopil, er grenzt im Nordwesten an den Rajon Dubno (in der Oblast Riwne), im Nordosten an den Rajon Riwne (Oblast Riwne), im Osten an den Rajon Schepetiwka (in der Oblast Chmelnyzkyj), im Süden an den Rajon Ternopil sowie im Osten auf einem kurzen Abschnitt an den Rajon Solotschiw (in der Oblast Lwiw).
Durch den Rajon verläuft der Fluss Iwka (Іква) sowie im Süden der Horyn, im Nordosten beginnt das Kremenezer Bergland (Кременецькі гори).

## Geschichte
Der Rajon wurde am 17. Januar 1940 nach der Annexion Ostpolens durch die Sowjetunion als Rajon Bereschzi (Hauptort war Welyki Bereschzi) gegründet, kam dann nach dem Beginn des Deutsch-Sowjetischen Krieges im Juni 1941 ins Reichskommissariat Ukraine in den Generalbezirk Brest-Litowsk/Wolhynien-Podolien, Kreisgebiet Kremianez und nach der Rückeroberung 1944 wieder zur Sowjetunion in die Ukrainische SSR. Er wurde dann schon während des Zweiten Weltkrieges in Rajon Kremenez umbenannt, Ende 1962 wurde ihm das Gebiet des aufgelösten Rajons Potschajiw zugeschlagen, seit 1991 ist er Teil der heutigen Ukraine.
Das Dorf Myssyky (Мисики) wurde am 12. November 2013 mit dem Dorf Kryschi vereinigt und ist seither keine eigenständige Einheit mehr.
Am 25. November 2015 wurde das Dorf Radjanske in Welyki Mlyniwzi umbenannt.
Am 17. Juli 2020 kam es im Zuge einer großen Rajonsreform zur Auflösung des alten Rajons und einer Neugründung unter Vergrößerung des Rajonsgebietes um die Gebiete der Rajone Laniwzi, Sbarasch (nördliche Teile) und Schumsk sowie der vorher unter Oblastverwaltung stehenden Stadt Kremenez.

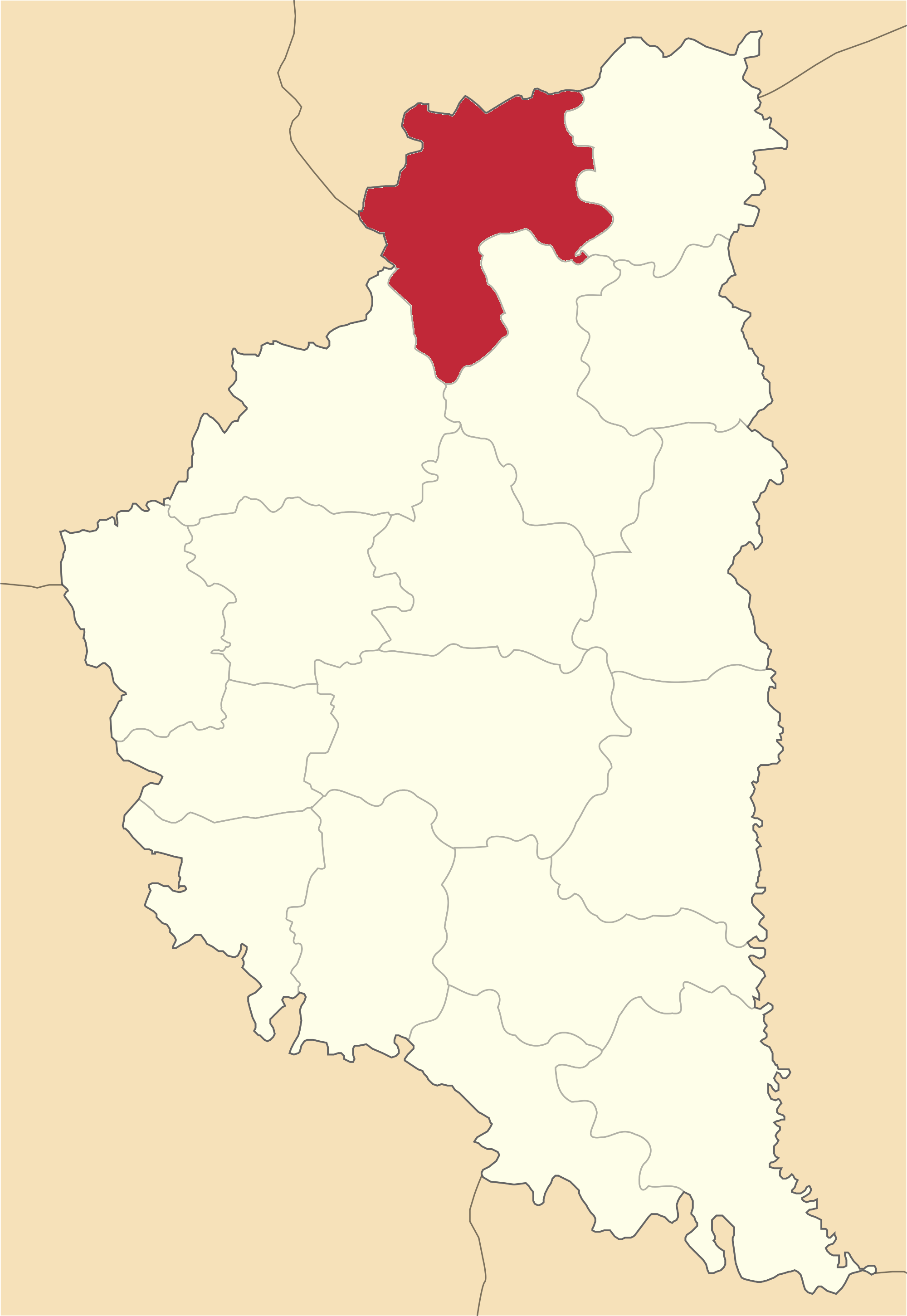
Rajonsgebiet bis Juli 2020
Rajonsgebiet ab Juli 2020

## Administrative Gliederung
Auf kommunaler Ebene ist der Rajon in 8 Hromadas (4 Stadtgemeinden, 1 Siedlungsgemeinde und 3 Landgemeinden) unterteilt, denen jeweils einzelne Ortschaften untergeordnet sind.
Zum Verwaltungsgebiet gehören:
- 4 Städte
- 1 Siedlung städtischen Typs
- 199 Dörfer

Die Hromadas sind im Einzelnen:
- Stadtgemeinde Kremenez
- Stadtgemeinde Laniwzi
- Stadtgemeinde Potschajiw
- Stadtgemeinde Schumsk
- Siedlungsgemeinde Wyschniwez
- Landgemeinde Borsuky
- Landgemeinde Welyki Dederkaly
- Landgemeinde Lopuschne

Zuvor waren es 1 Stadtratsgemeinde, 1 Stadtgemeinde, 25 Landratsgemeinden und 1 Landgemeinde, denen jeweils einzelne Ortschaften untergeordnet waren.
Zum Verwaltungsgebiet gehörten:
- 2 Städte
- 67 Dörfer

### Stadt
| Städte                   | Städte     | Städte              | Städte      |
| Name                     | Name       | Name                | Name        |
| ukrainisch transkribiert | ukrainisch | russisch            | polnisch    |
| ------------------------ | ---------- | ------------------- | ----------- |
| Kremenez                 | Кременець  | Кременец            | Krzemieniec |
| Potschajiw               | Почаїв     | Почаев (Potschajew) | Poczajów    |

### Dörfer
| Dörfer                               | Dörfer                      | Dörfer                                                       | Dörfer                       | Dörfer            |
| Name                                 | Name                        | Name                                                         | Name                         | Gemeindezuordnung |
| ukrainisch transkribiert             | ukrainisch                  | russisch                                                     | polnisch                     | Gemeindezuordnung |
| ------------------------------------ | --------------------------- | ------------------------------------------------------------ | ---------------------------- | ----------------- |
| Andruha                              | Андруга                     | Андруга (Andruga)                                            | Andruha Mała                 | Bilokrynyzja      |
| Bakoty                               | Бакоти                      | Бакоты                                                       | Bakoły                       | Mlyniwzi          |
| Baschuky                             | Башуки                      | Башуки (Baschuki)                                            | Baszuki                      | Baschuky          |
| Bilokrynyzja                         | Білокриниця                 | Белокриница (Belokriniza)                                    | Białokrynica                 | Bilokrynyzja      |
| Bohdaniwka                           | Богданівка                  | Богдановка (Bogdanowka)                                      | Bogdanówka                   | Dunajiw           |
| Boniwka                              | Бонівка                     | Боновка (Bonowka)                                            | Boniawka                     | Tschuhali         |
| Borschtschiwka                       | Борщівка                    | Борщовка (Borschtschowka)                                    | Borszczówka                  | Lossjatyn         |
| Budky                                | Будки                       | Будки (Budki)                                                | Budki                        | Budky             |
| Chotiwka                             | Хотівка                     | Хотовка (Chotowka)                                           | Chotówka                     | Welyki Bereschzi  |
| Chotowyzja                           | Хотовиця                    | Хотовица (Chotowiza)                                         | Chotowica                    | Mlyniwzi          |
| Dibrowa                              | Діброва                     | Диброва                                                      | Dąbrowa                      | Haji              |
| Duchiw                               | Духів                       | Духов (Duchow)                                               | Duchów                       | Horynka           |
| Dunajiw                              | Дунаїв                      | Дунаев (Dunajew)                                             | Dunajów                      | Dunajiw           |
| Dwirez                               | Двірець                     | Дворец (Dworez)                                              | Dworzec                      | Kolossowa         |
| Haji                                 | Гаї                         | Гаи (Gai)                                                    | Gaje                         | Haji              |
| Hrada                                | Града                       | Града (Grada)                                                | Grada                        | Haji              |
| Horynka                              | Горинка                     | Горынка (Gorynka)                                            | Horynka                      | Horynka           |
| Iwankiwzi                            | Іванківці                   | Иванковцы (Iwankowzy)                                        | Jankowce                     | Kateryniwka       |
| Ikwa                                 | Іква                        | Иква (Ikwa)                                                  | Królewski Most               | Welyki Bereschzi  |
| Iwannja                              | Івання                      | Иванья (Iwanja)                                              | Iwanie                       | Staryj Oleksynez  |
| Kateryniwka                          | Катеринівка                 | Катериновка (Katerinowka)                                    | Katerburg                    | Kateryniwka       |
| Kimnata                              | Кімната                     | Комната (Komnata)                                            | Komnatka                     | Haji              |
| Kolossowa                            | Колосова                    | Колосовая (Kolossowaja)                                      | Kołosowa                     | Kolossowa         |
| Komariwka                            | Комарівка                   | Комаровка (Komarowka)                                        | Komarówka                    | Budky             |
| Komaryn                              | Комарин                     | Комарин (Komarin)                                            | Komaryn                      | Potschajiw        |
| Krutniw                              | Крутнів                     | Крутнев (Krutnew)                                            | Krutniów                     | Lopuschne         |
| Kryschi                              | Крижі                       | Крыжи                                                        | Krzyże                       | Kryschi           |
| Kulykiw                              | Куликів                     | Куликов (Kulikow)                                            | Kulików                      | Dunajiw           |
| Kuschlyn                             | Кушлин                      | Кушлин (Kuschlin)                                            | Kuszlin                      | Horynka           |
| Liduchiw                             | Лідихів                     | Ледыхов (Ledychow)                                           | Leduchów                     | Liduchiw          |
| Lischnja                             | Лішня                       | Лишня                                                        | Lisznia                      | Bilokrynyzja      |
| Lopuschne                            | Лопушне                     | Лопушное (Lopuschnoje)                                       | Łopuszno                     | Lopuschne         |
| Lossjatyn                            | Лосятин                     | Лосятин (Losjatin)                                           | Łosiatyn                     | Lossjatyn         |
| Mala Horjanka                        | Мала Горянка                | Малая Горянка (Malaja Gorjanka)                              | Horynka Mała                 | Lopuschne         |
| Mali Bereschzi                       | Малі Бережці                | Малые Бережцы (Malyje Bereschzy)                             | Bereżce Małe                 | Welyki Bereschzi  |
| Mlyniwzi                             | Млинівці                    | Млыновцы (Mlynowzy)                                          | Młynowce                     | Mlyniwzi          |
| Nowyj Kokoriw                        | Новий Кокорів               | Новый Кокорев (Nowy Kokorew)                                 | Kokorów Nowy                 | Popiwzi           |
| Nowyj Oleksynez                      | Новий Олексинець            | Новый Алексинец (Nowy Alexinez)                              | Oleksiniec Nowy              | Baschuky          |
| Otscheretne                          | Очеретне                    | Очеретное (Otscheretnoje)                                    | Świniuchy                    | Ustetschko        |
| Pidlisne                             | Підлісне                    | Подлесное (Podlesnoje)                                       | Folwarki Małe                | Ploske            |
| Pidliszi                             | Підлісці                    | Подлесцы (Podleszy)                                          | Podleśce                     | Welyki Mlyniwzi   |
| Ploske                               | Плоске                      | Плоское (Ploskoje)                                           | Folwarki Duże, Folwarki Małe | Ploske            |
| Popiwzi                              | Попівці                     | Поповцы (Popowzy)                                            | Popowce                      | Popiwzi           |
| Raslawka                             | Раславка                    | Раславка                                                     | Rosławka                     | Lopuschne         |
| Rostoky                              | Розтоки                     | Ростоки (Rostoki)                                            | Rostoki                      | Rostoky           |
| Rudka                                | Рудка                       | Рудка                                                        | Rudka                        | Kolossowa         |
| Rybtscha                             | Рибча                       | Рыбча                                                        | Rybcza                       | Kateryniwka       |
| Rydomyl                              | Ридомиль                    | Рыдомиль (Rydomil)                                           | Rydoml                       | Rydomyl           |
| Sapaniw                              | Сапанів                     | Сапанов (Sapanow)                                            | Sapanów                      | Sapaniw           |
| Satyschschja                         | Затишшя                     | Затишье (Satischje)                                          | Pletiuki                     | Potschajiw        |
| Sawtschyzi                           | Савчиці                     | Савчицы (Sawtschizy)                                         | Sawczyce                     | Dunajiw           |
| Scholoby                             | Жолоби                      | Желобы (Scheloby)                                            | Żołoby                       | Scholoby          |
| Schpykolossy                         | Шпиколоси                   | Шпиколосы (Schpikolossy)                                     | Szpikołosy                   | Schpykolossy      |
| Seblasy (bis 2021 Seblosy)           | Зеблази (Зеблози)           | Зеблазы (Зеблозы)                                            | Lipowce                      | Tschuhali         |
| Staryj Kokoriw                       | Старий Кокорів              | Старый Кокорев (Stary Kokorew)                               | Kokorów Stary                | Popiwzi           |
| Staryj Oleksynez                     | Старий Олексинець           | Старый Алексинец (Stary Alexinez)                            | Stary Oleksiniec             | Staryj Oleksynez  |
| Staryj Potschajiw                    | Старий Почаїв               | Старый Почаев (Stary Potschajew)                             | Poczajów Stary               | Staryj Potschajiw |
| Staryj Tarasch                       | Старий Тараж                | Старый Тараж (Stary Tarasch)                                 | Taraż Stary                  | Potschajiw        |
| Tschuhali                            | Чугалі                      | Чугали (Tschugali)                                           | Czuhale, Czugale             | Tschuhali         |
| Ustetschko                           | Устечко                     | Устечко                                                      | Usteczko, Uscieczko          | Ustetschko        |
| Walihury                             | Валігури                    | Валигуры (Waligury)                                          | Waligóry                     | Budky             |
| Welyka Horjanka                      | Велика Горянка              | Великая Горянка (Welikaja Gorjanka)                          | Horynka Wielka               | Lopuschne         |
| Welyki Bereschzi                     | Великі Бережці              | Великие Бережцы (Welikije Bereschzy)                         | Bereżce                      | Welyki Bereschzi  |
| Welyki Mlyniwzi (bis 2015 Radjanske) | Великі Млинівці (Радянське) | Великие Млиновцы (Welikije Mlinowzy)/Радянское (Radjanskoje) | Młynowce                     | Welyki Mlyniwzi   |
| Wessela                              | Весела                      | Весёлая (Wesjolaja)                                          | Wesoła                       | Popiwzi           |
| Wesseliwka                           | Веселівка                   | Веселовка (Wesselowka)                                       | Wesołówka                    | Bilokrynyzja      |
| Wolyzja                              | Волиця                      | Волица (Woliza)                                              | Wolica                       | Lopuschne         |